# Julio Campos
Julio Campos (Buenos Aires, 1834 - julio de 1890) fue un militar argentino que participó en las últimas guerras civiles de su país, y que ejerció como gobernador de la provincia de La Rioja.

## En el Estado de Buenos Aires
Hijo del teniente coronel y estanciero Martín Teodoro Campos y María Luisa López Camelo, era hermano de los generales Luis María y Manuel J. Campos, y del coronel Gaspar Campos. Siendo niño emigró con su padre a Montevideo, donde se educó, mientras su padre hacía la campaña contra Juan Manuel de Rosas, en 1840.
Se unió a la campaña del Ejército Grande de Justo José de Urquiza en 1851, y combatió en la batalla de Caseros; quedó incorporado al ejército de la provincia de Buenos Aires. Participó en la revolución del 11 de septiembre de 1852 y en la defensa de Buenos Aires contra el sitio del general Hilario Lagos. Terminado este, estudió derecho en la Universidad de Buenos Aires, aunque nunca terminó sus estudios.
Se enroló nuevamente en el ejército del Estado de Buenos Aires en 1858, cuando se consideraba inminente la guerra contra la Confederación Argentina. Combatió en la batalla de Cepeda, y pasó a la frontera contra los indígenas en la zona de Azul.

## Invasión al interior después de Pavón
Participó en la batalla de Pavón y en la de Cañada de Gómez a órdenes del coronel José Miguel Arredondo. Participó en la invasión de la provincia de Córdoba, liderada por Wenceslao Paunero, y tomó parte en la represión de los alzamientos de las sierras de Córdoba.
Más tarde pasó, siempre a órdenes de Arredondo, a la provincia de Catamarca, donde el predominio del partido liberal dependía de la presencia de un regimiento porteño. Desde allí incursionaron varias veces en la provincia de La Rioja, combatiendo contra el caudillo federal Ángel Vicente Peñaloza, alias "el Chacho". Bajo el mando de Arredondo, las tropas porteñas – y los soldados catamarqueños y riojanos enganchados a la fuerza al regimiento – cometieron gran cantidad de crímenes y saqueos.
Al estallar la segunda rebelión del Chacho, secundó a Arredondo en las batallas de Mal Paso, Lomas Blancas y Las Playas. No tuvo participación en el asesinato de Peñaloza. Combatió también contra las fuerzas del puntano Gregorio Puebla, segundo del Chacho.
Fue nombrado comandante de armas de La Rioja y legalmente se radicó en esa provincia, aunque nada lo ligaba a ella.

## Gobernación en La Rioja
En marzo de 1864, y por presión del coronel Arredondo, la legislatura impuesta por el ejército porteño lo eligió gobernador, aunque no era riojano.
Su gobierno debió lidiar con la pobreza extrema del pueblo y del erario público, y no hizo nada positivo. Se limitó a reprimir a todos los grupos de opositores que pudieran ser o parecer federales.
No obstante, logró poner en orden las financias públicas con apoyo del gobierno central – que pagaba el 50% del exiguo presupuesto provincial – y construir una casa de gobierno y algunas obras hidráulicas. Logró también avanzar en la construcción de caminos para carretas y diligencias hacia las provincias vecinas.
Al año siguiente le tocó reunir un contingente de soldados para enviar a la Guerra del Paraguay. Lo hizo enviando a los que habían sido soldados del Chacho, en general gauchos pobres. Estos se rebelaron y desertaron, pasando a las filas del caudillejo Aurelio Zalazar. Campos los persiguió, los derrotó y mandó a todos los montoneros que encontró al frente de guerra. Casi ninguno de ellos volvió, y tampoco el jefe de esta fuerza, su hermano Gaspar Campos.
Durante buena parte de su período de gobierno, ejerció como gobernador delegado el jefe del partido liberal riojano, Tristán Dávila.

## Represión y últimas montoneras
A principios de 1866 estalló una revuelta en el oeste de la provincia, organizada por el exgobernador Juan Bernardo Carrizo, que fue fácilmente aplastada por Campos. El gobernador había dado gran importancia al establecimiento de un juzgado federal en La Rioja, y este le sirvió para perseguir a los federales; juzgados por el juez Natanael Morcillo, Zalazar y Morcillo fueron condenados a muerte y ejecutados, además de serles expropiados sus bienes, con la excusa de que habían robado hacienda y caballos durante sus rebeliones.
En noviembre de 1866 estalló en Mendoza la Revolución de los Colorados, de inspiración federal. Por orden del presidente Bartolomé Mitre, Campos marchó a enfrentar a los revolucionarios al frente de su regimiento "de línea" y de las milicias de la provincia de La Rioja. Avanzó hasta San Juan, donde unió a las suyas las milicias sanjuaninas. A su encuentro marchó el coronel Juan de Dios Videla, que lo derrotó en La Rinconada del Pocito, el 2 de enero de 1867.
Campos retrocedió hacia La Rioja, mientras la provincia de San Juan pasaba a ser aliada de los federales o colorados. Antes de llegar a la capital de la provincia de su mando, su gobernador delegado cometió el absurdo error de nombrar comandante de armas al odiado teniente coronel Pablo Irrazábal, el asesino del Chacho Peñaloza. Los soldados se negaron a obedecer a este y derrocaron al gobernador Campos. De modo que la provincia pasó a manos del caudillo Felipe Varela, recién llegado desde Chile.
Campos huyó a Córdoba sin presentar la renuncia, mientras los federales eran derrotados en la batalla de Pozo de Vargas y el gobierno riojano era ejercido durante varios meses más por tres gobernadores interinos.

## Carrera militar y política
Se dirigió al Paraguay y prestó servicios allí, combatiendo en algunas batallas menores y en la toma de la Fortaleza de Itapirú. Fue ascendido a coronel.
En 1870 participó de la guerra contra el caudillo entrerriano Ricardo López Jordán, pero al poco tiempo fue puesto al mando de la frontera sur de la provincia de Buenos Aires. Ese mismo año fue elegido diputado provincial por el partido de Adolfo Alsina.
En 1874 participó en la represión de la revolución mitrista, persiguiendo a los revolucionarios por el sur de la provincia de Buenos Aires. Al año siguiente fue diputado nacional. Tras un corto regreso a la frontera sur, fue el jefe de la guarnición de la isla Martín García.
En 1880 se destacó en la represión de la revolución de Carlos Tejedor, combatiendo en la batalla de Barracas. Por esos méritos fue ascendido al grado de general.
Durante la gestión del gobernador Máximo Paz fue presidente del Banco de la Provincia de Buenos Aires.

## La Revolución del Parque
Alejado de los puestos de mando clave, se sintió relegado por el gobierno, y particularmente bajo el gobierno de Miguel Juárez Celman.
Fue uno de los organizadores de la Revolución del Parque, estallada en julio de 1890, y asumió el mando militar de la misma. Varios dirigentes de la misma, arreglados con el vicepresidente Carlos Pellegrini, contaban con forzar la renuncia de Juárez Celman sin dar el triunfo a los revolucionarios. Por ello mantuvieron a los revolucionarios en sus cantones y en el Parque de Artillería, negándoles autorización para avanzar contra la Casa de Gobierno.
El general Julio Campos no estuvo de acuerdo en servir a intereses ajenos y ordenó avanzar hacia Plaza de Mayo, pero al iniciar la maniobra fue muerto por un tiro. Algunos testigos dijeron que había muerto por una bala de las propias filas revolucionarias. Juárez Celman presentó la renuncia, pero el gobierno pasó a manos de Pellegrini; los revolucionarios fueron obligados a rendirse.